# Nachal Peki'in
Nachal Peki'in (hebrejsky נחל פקיעין‎) je vádí v Horní Galileji, v severním Izraeli.
Začíná v nadmořské výšce přes 900 metrů na jihozápadním okraji města Bejt Džan, údolí sevřeném ze severu vrchem Har Cafrir a z jihu horou Har ha-Ari. Směřuje pak k západu hlubokým a zalesněným údolím. Poté, co dosahuje lokální silnici 864, se stáčí k severozápadu a sleduje tuto komunikaci, přičemž zprava přijímá vádí Nachal Gamal. Protéká pak městem Peki'in a po pravé straně míjí vysoký terénní stupeň vysočiny Har Peki'in. Dále protéká okolo vesnic Peki'in ha-Chadaša a Chosen, kde do něj zleva vtéká Nachal Eškar. Pod obcí Chosen plní umělou vodní nádrž Agam Montfort. Pak míjí po východní straně město Ma'alot-Taršicha, prudce se přitom zařezává do okolního terénu a nakonec na severovýchodní straně města ústí zleva do vádí Nachal Kziv, jež pak jeho vody odvádí do Středozemního moře.